# ANT1
Antenna (prononciation d'ANT1 en grec, 1 = enna) est une chaîne de télévision généraliste privée grecque de divertissement.

## Histoire de la chaîne
ANT1 a commencé à émettre le jour du nouvel an 1990.
Depuis 1996, elle diffuse des chaînes par satellite pour les grecs et hellénophones d’Europe (Antenna Europe), d’Océanie (Antenna Pacific) dans le reste du monde (Antenna Satellite) ainsi qu'a Chypre (Antenna Cyprus).

## Diffusion
ANT1 est aussi retransmise en mode terrestre à Chypre depuis 1992.